# Sergej O. Prokofieff
Sergej O. Prokofieff (russisch Сергей Олегович Прокофьев, auch: Sergei Olegowitsch Prokofjew, Sergej Olegovič Prokof'ev; * 16. Januar 1954 in Moskau; † 26. Juli 2014) war ein russischstämmiger Schriftsteller, Vortragsredner und Anthroposoph.

## Leben
Sergej O. Prokofieff war der Sohn des Künstlers, Bildhauers und Dichters Oleg Sergejewitsch Prokowjew und der Dramaturgin Sofja Leonidowna sowie ein Enkel des Komponisten Sergei Sergejewitsch Prokofjew. Er absolvierte ein Studium der Malerei und Kunstgeschichte an der Kunsthochschule in Moskau.
Prokofieff schrieb sein erstes Buch, Rudolf Steiner und die Grundlegung der neuen Mysterien, während des Lebens in der Sowjetunion; das Buch wurde erstmals im Jahr 1982 in Deutschland veröffentlicht.
Nach dem Zerfall der Sowjetunion begründete Prokofieff mit einigen Gleichgesinnten 1991 die Russische Anthroposophische Gesellschaft in Moskau.
Er trat als Vortragsredner und Schriftsteller auf und wurde 2001 in den Vorstand der Allgemeinen Anthroposophischen Gesellschaft am Goetheanum in Dornach berufen. Kurz vor seinem Tod, zu Ostern 2013, emeritierte Prokofieff.
Prokofieffs schriftliche Arbeit bestand in erster Linie in der Entwicklung der verschiedenen anthroposophischen Themen auf dem Fundament der Forschung Rudolf Steiners.

## Werke (Chronologie)
- 1982: Rudolf Steiner und die Grundlegung der neuen Mysterien. Freies Geistesleben, Stuttgart [1982, 2. erw. A. 1986]; 3. erw. A. 2007
- 1986: Der Jahreskreislauf als Einweihungsweg zum Erleben der Christus-Wesenheit. Freies Geistesleben, Stuttgart [1986, 2. erw. A. 1989]; 3. erw. A. 1996
- 1986: Die Zwölf heiligen Nächte und die geistigen Hierarchien. Verlag am Goetheanum, Dornach [1986]; 8. A. 2013
- 1987: Ewige Individualität. Zur karmischen Novalis-Biographie. Verlag am Goetheanum, Dornach [1987]; 2. erg. A. 2008
- 1989: Die geistigen Quellen Osteuropas und die künftigen Mysterien des heiligen Gral. Verlag am Goetheanum, Dornach [1989]; 2. verb. A. 1995
- 1991: Die okkulte Bedeutung des Verzeihens. Freies Geistesleben, Stuttgart [1991]; 3. erw. A. 1995
- 1992: Das Rätsel des Demetrius. Verlag am Goetheanum, Dornach [1992]; 2. A. 2014
- 1992: Die prophetische Byline. Wie die heiligen Berge aus ihren felsigen Höhlen die mächtigen russischen Helden entließen. Verlag am Goetheanum, 2. Dornach 2016
- 1993: Die geistigen Aufgaben Mittel- und Osteuropas. Verlag am Goetheanum, Dornach [1993]; 2. erw. A.: Verlag des Ita Wegman Instituts, Arlesheim 2014
- 1994: Der Jahreskreislauf und die sieben Künste. Freies Geistesleben, Stuttgart 1994
- 1994: Die Karma-Forschung Rudolf Steiners und die Aufgaben der Anthroposophischen Gesellschaft. Verlag am Goetheanum, Dornach 1994
- 1995: Die himmlische Sophia und das Wesen Anthroposophie. Verlag am Goetheanum, Dornach [1995]; 2. erg. A. 1998
- 1995: Der Fall Tomberg (mit Christian Lazaridès). Verlag am Goetheanum, Dornach [1995]; 2. stark erw. A. Selbstverlag 1996
- 1997: Der Osten im Lichte des Westens, 3 Bände. Verlag am Goetheanum, Dornach:
  - Teil I: Die Lehre von Agni Yoga aus der Sicht der christlichen Esoterik, [1992]; 2. vollst. überarb. A. 1997
  - Teil II: Die Lehre von Alice Bailey aus der Sicht der christlichen Esoterik, 1997
  - Teil III: Die Geburt der christlichen Esoterik im 20. Jahrhundert und die ihr widerstrebenden okkulten Mächte, 1997
- 1998: Die Mysterien der Hirten und der Könige im Lichte der Anthroposophie. Verlag am Goetheanum, Dornach 1998
- 1999: Die Begegnung mit dem Bösen und seine Überwindung in der Geisteswissenschaft. Verlag am Goetheanum, Dornach 1999; 4. A. 2015.
- 1999: Die Anthroposophische Gesellschaft und das Wesen der Anthroposophia. Verlag am Goetheanum, Dornach 1999
- 2002: Menschen mögen es hören. Das Mysterium der Weihnachtstagung. Freies Geistesleben, Stuttgart 2002
- 2002: (Hg.) Die Grundsteinmeditation als Schulungsweg. Das Wirken der Weihnachtstagung in 80 Jahren. Verlag am Goetheanum, Dornach 2002
- 2002: Novalis und Goethe in der Geistesgeschichte des Abendlandes. Verlag am Goetheanum, Dornach 2002
- 2003: Die Grundsteinmeditation. Ein Schlüssel zu den neuen christlichen Mysterien. Verlag am Goetheanum, Dornach 2. 2015
- 2003: Die Beziehung des späteren Tomberg zu Rudolf Steiner und zur Anthroposophie. Verlag am Goetheanum, Dornach 2003
- 2004: Was ist Anthroposophie? Verlag am Goetheanum, Dornach 2004
- 2004: Das Geheimnis der zwei Johannes-Gestalten. Johannes der Täufer und Johannes der Evangelist. Eine esoterische Betrachtung. Verlag am Goetheanum, Dornach 2004
- 2006: Von der Beziehung zu Rudolf Steiner. Das Mysterium der Grundsteinlegung. Verlag am Goetheanum, Dornach 2006; 2. A. 2011
- 2006: Maximilian Woloschin. Mensch – Dichter – Anthroposoph. Verlag am Goetheanum, Dornach 2006
- 2006: Anthroposophie und „Die Philosophie der Freiheit“. Anthroposophie und ihre Erkenntnismethode. Die Christologische und kosmisch-menschheitliche Dimension der „Philosophie der Freiheit“. Verlag am Goetheanum, Dornach 2006
- 2007: Der Hüter der Schwelle und „Die Philosophie der Freiheit“. Über die Beziehung der „Philosophie der Freiheit“ zu dem Fünften Evangelium. Verlag am Goetheanum, Dornach 2007
- 2007: Friedrich Schiller und die Zukunft der Freiheit. Verlag am Goetheanum, Dornach 2007
- 2008: Die esoterische Bedeutung gemeinsamer geisteswissenschaftlicher Arbeit und die Zukunft der Anthroposophischen Gesellschaft. Freies Geistesleben, Stuttgart 2008
- 2008: Das Mysterium der Auferstehung im Lichte der Anthroposophie. Freies Geistesleben, Stuttgart 2008
- 2009: Der Pfingstimpuls und das Wirken des Christus im Sozialen. Freies Geistesleben, Stuttgart 2009
- 2009–2011: Vorträge zur anthroposophischen Christologie (mit Peter Selg), Verlag des Ita Wegman Instituts, Arlesheim:
  - Band 1: Die Wiederkunft des Christus im Ätherischen. Zum Fünften Evangelium. 2009
  - Band 2: Das erste Goetheanum und seine christologischen Grundlagen, 2009
  - Band 3: Die Christologie des Buches „Die Geheimwissenschaft im Umriss“, 2010
  - Band 4: Die Weihnachtstagung und die Begründung der Neuen Mysterien, 2011
- 2010: Warum wird man Mitglied der Freien Hochschule für Geisteswissenschaft? Verlag am Goetheanum, Dornach 2010
- 2010: Das Erscheinen des Christus im Ätherischen. Geisteswissenschaftliche Aspekte der ätherischen Wiederkunft. Verlag am Goetheanum, Dornach 2010
- 2010: Das Leben schützen. Ärztliche Ethik und Suizidhilfe (mit Peter Selg). Verlag am Goetheanum, Dornach 2010
- 2011: Der Einweihungsweg Rudolf Steiners und das Geheimnis des Ich. Ein Beitrag zum Bologna-Vortrag Rudolf Steiners. Verlag am Goetheanum, Dornach 2011
- 2011: Die Skulpturgruppe Rudolf Steiners. Eine Offenbarung des geistigen Zieles der Menschheit und der Erde. Verlag am Goetheanum, Dornach 2011
- 2011: Das Rätsel des menschlichen Ich. Eine anthroposophische Betrachtung. Verlag am Goetheanum, Dornach 2011
- 2012: Wie stehen wir heute vor Rudolf Steiner? Verlag des Ita Wegman Instituts, Arlesheim 2012
- 2012: Und die Erde wird zur Sonne. Zum Mysterium Auferstehung. Verlag des Ita Wegman Instituts, Arlesheim 2012
- 2012: Die Esoterik der Anthroposophischen Gesellschaft. Verlag am Goetheanum, Dornach 2012
- 2013: „Zeitreisen“ – ein Gegenbild anthroposophischer Geistesforschung. Verlag am Goetheanum, Dornach 2013
- 2014: Das Michael-Mysterium. Verlag des Ita Wegman Instituts, Arlesheim 2014
- 2015: Die Begegnung mit dem Bösen und seine Überwindung in der Geisteswissenschaft und Der Grundstein des Guten, aus dem Russischen übersetzt von Ursula Preuss, 4. Auflage. Verlag am Goetheanum, Dornach 2015, ISBN 978-3-7235-1541-9.
- 2016: Goethes Faust und das Geheimnis des Menschen. Verlag am Goetheanum, Dornach 2016
- 2018: Rudolf Steiner und die Meister des esoterischen Christentums. Verlag am Goetheanum, Dornach 2018
- 2020: Rudolf Steiner – Fragment einer spirituellen Biografie. Verlag am Goetheanum, Dornach 2020

## Diskussion
Neben Anerkennung eines Teils der Mitglieder der Allgemeinen Anthroposophischen Gesellschaft für seine Treue zu Rudolf Steiner stieß Sergej O. Prokofieff auch auf Widerstand gegenüber seinen Positionen.
Sergej O. Prokofieffs Beurteilung zum schriftstellerischen Werk der stigmatisierten Judith von Halle ist auf Kritik gestoßen.
Einige Autoren haben Argumente gegen die methodische Arbeitsweise Prokofieffs in seinen veröffentlichten Werken vorgebracht. Andere Autoren haben die Solidität seiner Arbeit beobachtet.

## Kritische Literatur
- Herbert Wimbauer: Der Fall Prokofieff. Selbstverlag Herbert Wimbauer, Groß Malchau 1995.
- Irina J. Gordienko: Die Grundlegung der neuen Mysterien durch Sergej O. Prokofieff. Moskau-Basel-Verlag, Basel 1998, ISBN 3-906712-14-1.
- Irene Diet: Gefangenschaft der Geistesleere. Ignis-Verlag, Dübendorf 2003, ISBN 3-906482-03-0.
- Judith von Halle: Anna Katharina Emmerick. Eine Rehabilitation. Verlag für Anthroposophie, Dornach 2013, ISBN 978-3-03769-043-7.